# Kaimarama (rivière)
La rivière Kaimarama  (anglais : Kaimarama River) est un cours d’eau de la Péninsule de  Coromandel dans le District de Thames-Coromandel dans la région de Waikato dans l’Île du Nord de la Nouvelle-Zélande.

## Géographie
Elle s’écoule à partir de sa source dans le «Parc Forestier de Coromandel», rejoignant la rivière  Mahakirau pour se déverser dans «Whitianga Harbour» sur la côte est de la péninsule au niveau de la ville de  Whitianga.